# Basels starke Alternative
Pour les articles homonymes, voir Basta.
Basels starke Alternative, en abrégé BastAǃ, est un parti politique écologiste de gauche dans le canton suisse de Bâle-Ville.

## Histoire
BastA! a été fondé en 1995 avant tout par d'anciens membres des Organisations progressistes de Suisse. BastAǃ est membre des Verts suisses. En compagnie des Verts de Bâle-Ville, également membre des  Verts suisses, BastAǃ a pris part aux récentes élections sous le nom de Grünes Bündnis (alliance verte).
L'alliance verte compte 13 représentants au Grand Conseil dont 5 sont membres de BastAǃ. Sibel Arslan (BastAǃ) a été élue au Conseil national en 2015.

## Résultats

### Grand Conseil du canton de Bâle-Ville
| Année | Voix  | %      | Rang | Sièges   |
| ----- | ----- | ------ | ---- | -------- |
| 2008  | 4 757 | 13,8 % | 2e   | 13 / 100 |
| 2012  | 4 577 | 11,8 % | 3e   | 13 / 100 |
| 2016  | 5 204 | 13,4 % | 4e   | 14 / 100 |
| 2020  | -     | 16,6 % | 2e   | 18 / 100 |
| 2024  | -     | 6,7 %  | 7e   | 6 / 100  |